# ۴۷ خرس بزرگ

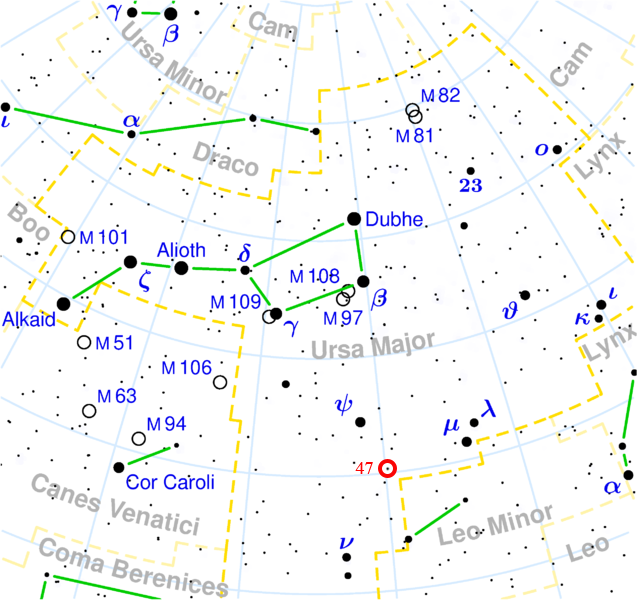
محل‌وموقعیت ۴۷ خرس بزرگ (دایرهٔ سرخ)

۴۷ خرس بزرگ یک ستاره است که در صورت فلکی خرس بزرگ قرار دارد.